# تقسیمات کشوری ایالات فدرال میکرونزی
ایالات فدرال میکرونزی یک دولت فدراسیون است که از چهار ایالت پدید آمده است. هر کدام از این ایالت‌ها چند منطقه شهرداری را در بر می‌گیرند.

## ایالت‌ها

ایالت‌های میکرونزی

| پرچم         | نام ایالت | پابتخت         | مساحت خشکی (کیلومتر مربع) | جمعیت  | تراکم جمعیت (در هر کیلومتر مربع) |
| ------------ | --------- | -------------- | ------------------------- | ------ | -------------------------------- |
| ایالت چوک    | چوک       | ونو            | ۱۲۷                       | ۵۳،۵۹۵ | ۴۲۰                              |
| کوسرائی      | کوسرائی   | تُفُل            | ۱۱۰                       | ۷،۶۸۶  | ۷۰                               |
| ایالت پوناپی | پُناپه     | کولونیا، پُناپه | ۳۴۶                       | ۳۴،۴۸۶ | ۱۰۰                              |
| یاپ          | یَپ        | کولونیا، یاپ   | ۱۱۸                       | ۱۱،۲۴۱ | ۹۵                               |

## شهرها
- پالیکیر در ایالت پُناپه – پایتخت کشور
- کولونیا، ایالت یاپ
- کولونیا، ایالت پُناپه
- للو، ایالت کُسرائه
- تل، ایالت چوک
- ونو، ایالت چوک

## شهرداری‌ها

### ایالت چوک
- ائوت
- اتال
- فالا-بگوئتس
- فانانو
- ففان
- کوتو
- لوساپ
- لوکونور
- ماگور
- موچ
- موریلو
- ناما
- نامولوک
- نوم‌وین
- اناری
- اونیوپ
- انو
- پارام
- پیس-لوساپ
- پیساراس
- پولاپ
- پولوسوک
- پلووات
- رومانوم
- روئو
- ساتاوان
- تا
- تاماتام
- تل
- تونوواس
- تسیس
- اودت
- اولول
- جزیره اومان

### ایالت کُسرائه
- للو
- مالم
- تافونساک
- اوتوه
- والونگ

### ایالت پُناپه
- کاپینامارنگی
- کیتی
- کولونیا
- مادولینیم
- موکیل
- نت
- ساپووآفیک
- نوکوئورو
- اورولوک
- پینگلاپ
- سوکس
- اوه

### ایالت یَپ
- دالیپبیناو
- یوریپیک
- الاتو
- فایس
- فانیف
- فارائولپ
- گافروت
- گاگیل
- گیلمن
- ایفالیک
- کانیفای
- لاموترک
- ماپ
- نگولو
- پیکلوت
- رول
- رومونگ
- ساتاوال
- سورول
- تومیل
- یولیتی
- ولوی
- ولئای